# Трафенгорст
Трафенгорст (нім. Travenhorst) — громада в Німеччині, розташована в землі Шлезвіг-Гольштейн. Входить до складу району Зегеберг. Складова частина об'єднання громад Трафе-Ланд.
Площа — 8,52 км2. Населення становить 202 ос. (станом на 31 грудня 2020).